# Allerbach (Bewer)
Der Allerbach ist ein sieben Kilometer langer Zufluss der Bewer im Landkreis Northeim.

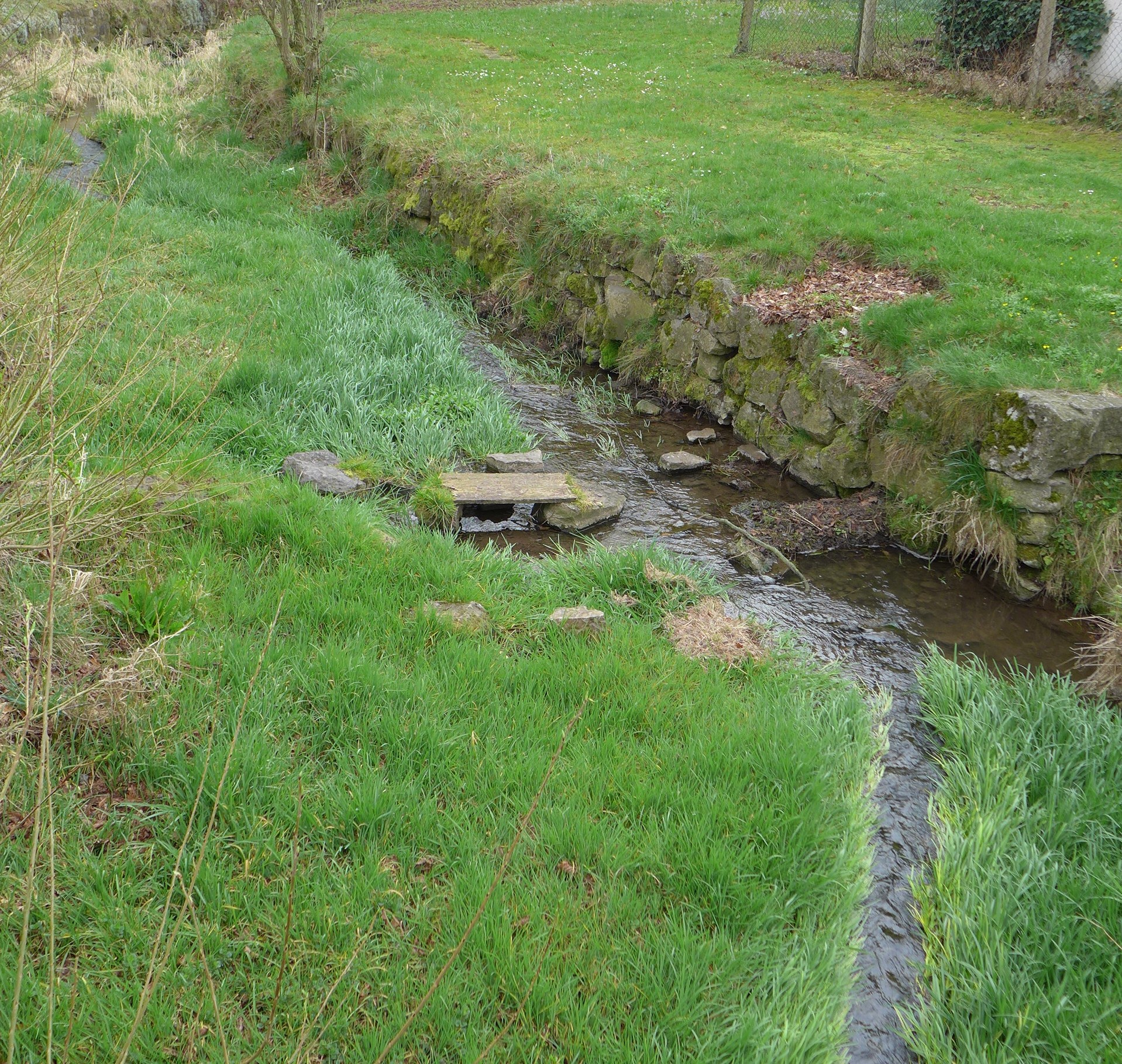
Allerbach in Amelsen

## Verlauf
Er entspringt im Elfas bei Rengershausen. Er fließt zunächst in westliche Richtung nach Portenhagen, so dass er mit dem Barberg, dem Gropenberg und dem Birkenberg mehrere kleine Erhebungen des Einbeck-Markoldendorfer Beckens nördlich passiert. Durch die kleine Erhebung Kreuzberg bei Portenhagen ändert der Allerbach seine Richtung und fließt von dort in südliche Richtung weiter. Dann kommt er durch das Dorf Amelsen. Dort unterquert er die Landesstraße L 546 und fließt im Wesentlichen an der nach ihm benannten Allerbachstraße entlang. Südlich des Dorfes ändert er wegen der dortigen kleinen Erhebung Schieferberg erneut die Richtung und fließt fortan westlich ab. Östlich von Deitersen mündet er nahe der Mündung der Bremke in die Bewer. 

## Quelle
LGN Karte 26 Solling und Umgebung ISBN 978-3-89435-652-1